# Niccolò di Giovanni
Niccolò di Giovanni (Gènova, 1804 - Parma, 1856) violinista i compositor italià.
Més que com a compositor excel·lí com a notable violinista i director d'orquestra, assolint a ser un dels primers del seu temps. El duc de Parma li confià la direcció del teatre ducal d'aquella ciutat, en la que aconseguí gran celebritat.